# Isotta Brembati

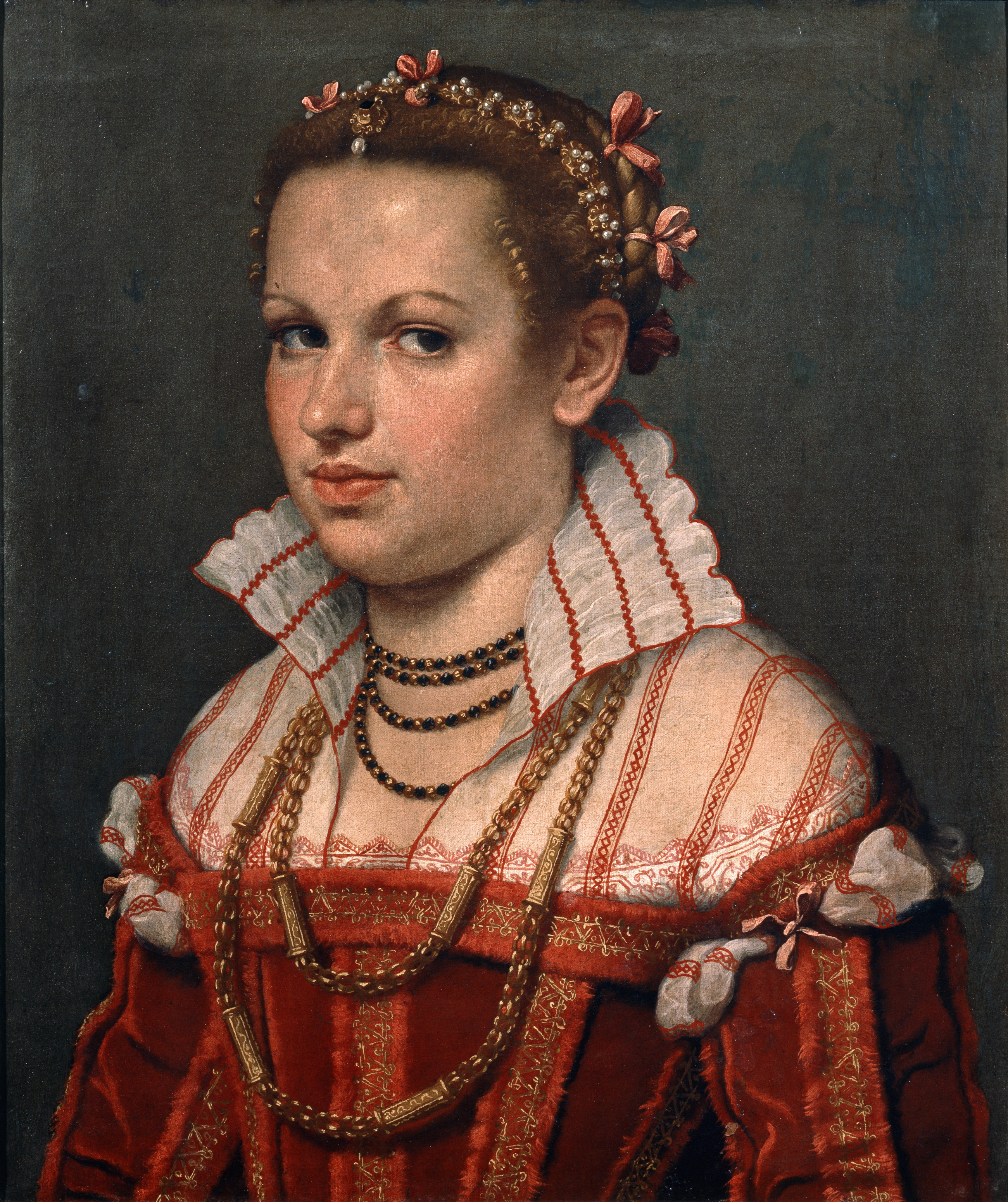
Giovanni Battista Moroni, Portret Isotty Brembati

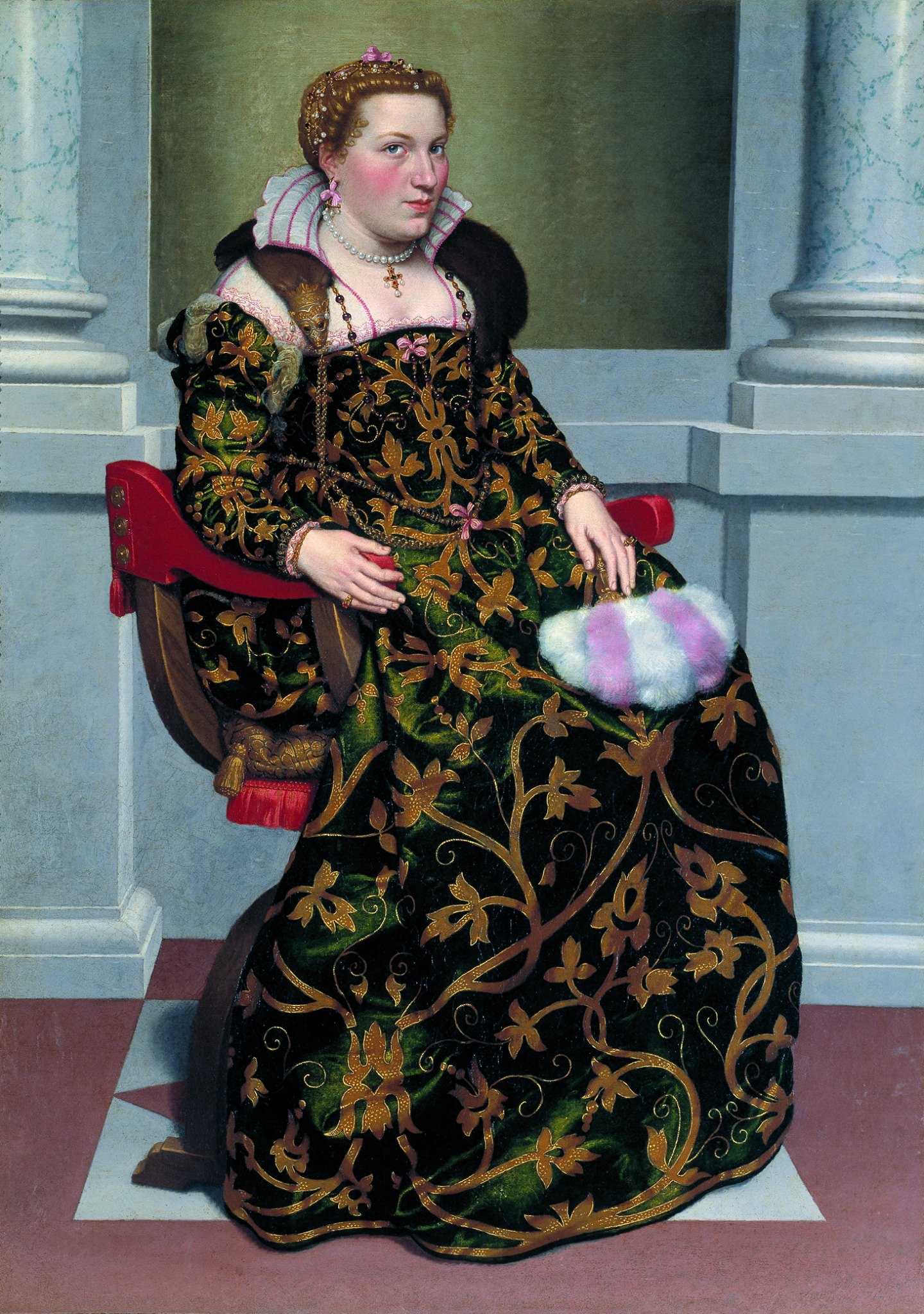
Giovanni Battista Moroni, Portret Isotty Brembati

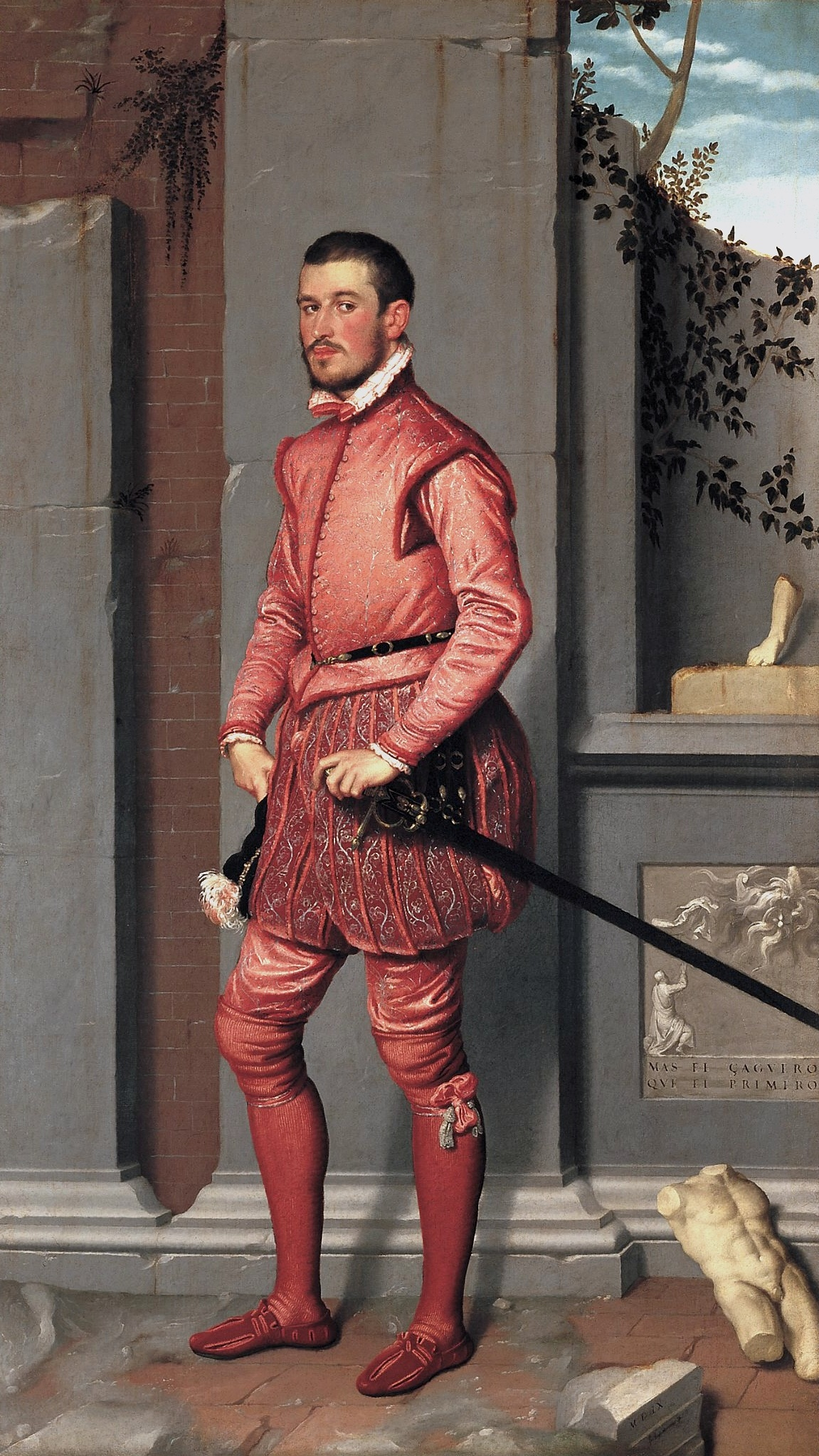
Giovanni Battista Moroni, Portret Giana Gerolama Grumellego

Isotta Brembati (ur. 1530, zm. 1586) – poetka włoska. 

## Życiorys
Urodziła się w Bergamo. Jej rodzicami byli Lucas Brembati i Isotta Ludovico. Była gruntownie wykształcona. Oprócz włoskiego znała francuski i hiszpański, jak również łacinę i grekę. Wyszła za mąż najpierw za Lecia Secco d'Aragona di Calcio, a następnie w 1561 za Giana Gerolama Grumellego. Zmarła w Bergamo 24 lutego 1586.

## Portrety
Znany szesnastowieczny portrecista Giovanni Battista Moroni namalował dwa portrety Isotty Brembati. Moroni stworzył również portret męża poetki, Giana Gerolama Grumellego. 
Na cześć poetki wydano w 1587 tomik Rime funerali di diversi illustri ingegni composte in volgare et latina favella in morte della molto illustre signora Isotta Brembati-Grumelli. Torquato Tasso napisał dla niej sonet.